# Jaguar XJ (X351)
Ne doit pas être confondu avec Jaguar XJ ou Jaguar XJ Mk III.
La Jaguar XJ est une limousine 4 portes du constructeur anglais Jaguar, filiale de Tata Motors. C'est le premier nouveau modèle conçu sous la nouvelle direction. Dénommée X351 en interne, elle est vendue à partir de 2010 à un prix de base de l'ordre de 78 000 € et pouvant atteindre les 145 000 € pour la XJ-R.

## Design
À la suite de l'arrivée de Ian Callum à la tête du département design du constructeur britannique, les modèles Jaguar ont entamé une profonde rupture stylistique. Le style néo-rétro des anciens modèles est abandonné au profit d'un design plus contemporain, débuté en 2004 avec l'arrivée de la Jaguar XF. Ian Callum expliquait qu'« une rupture esthétique était indispensable ».

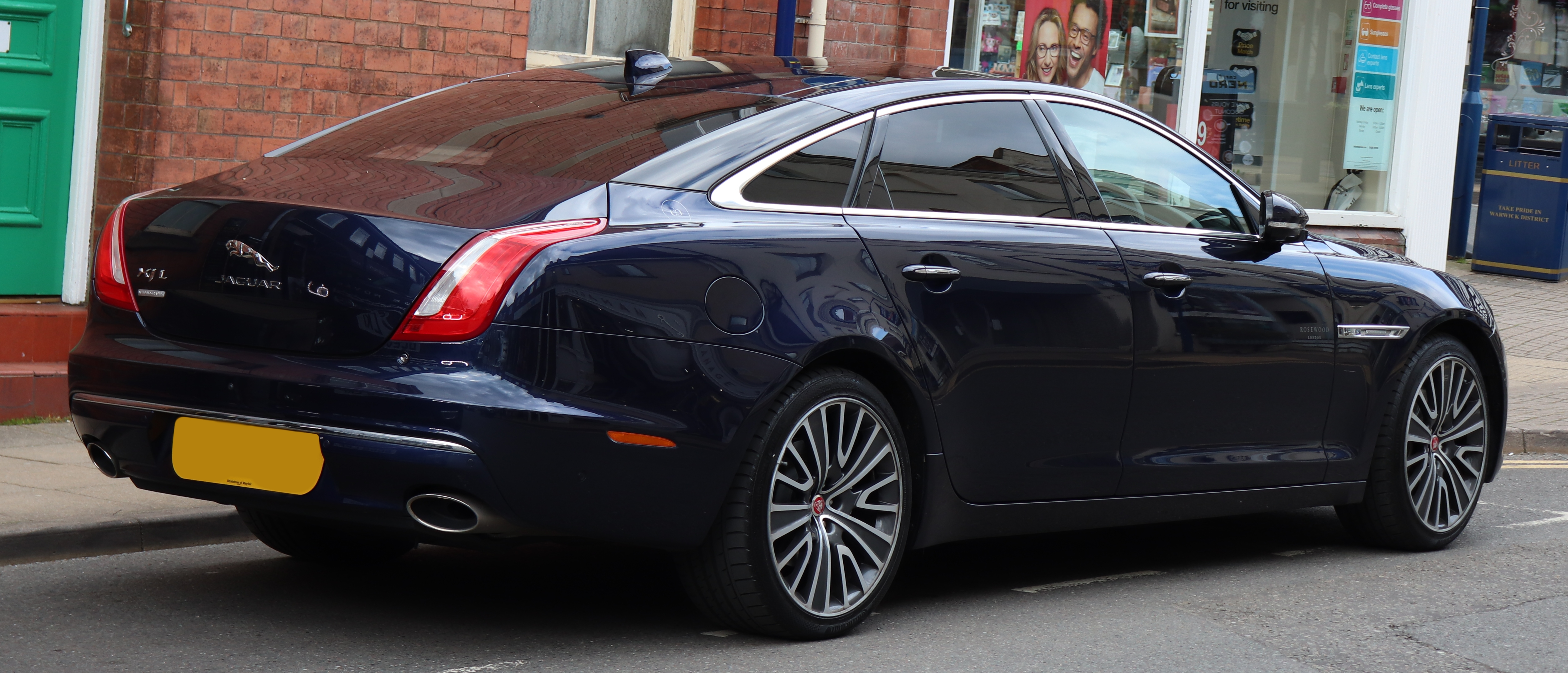
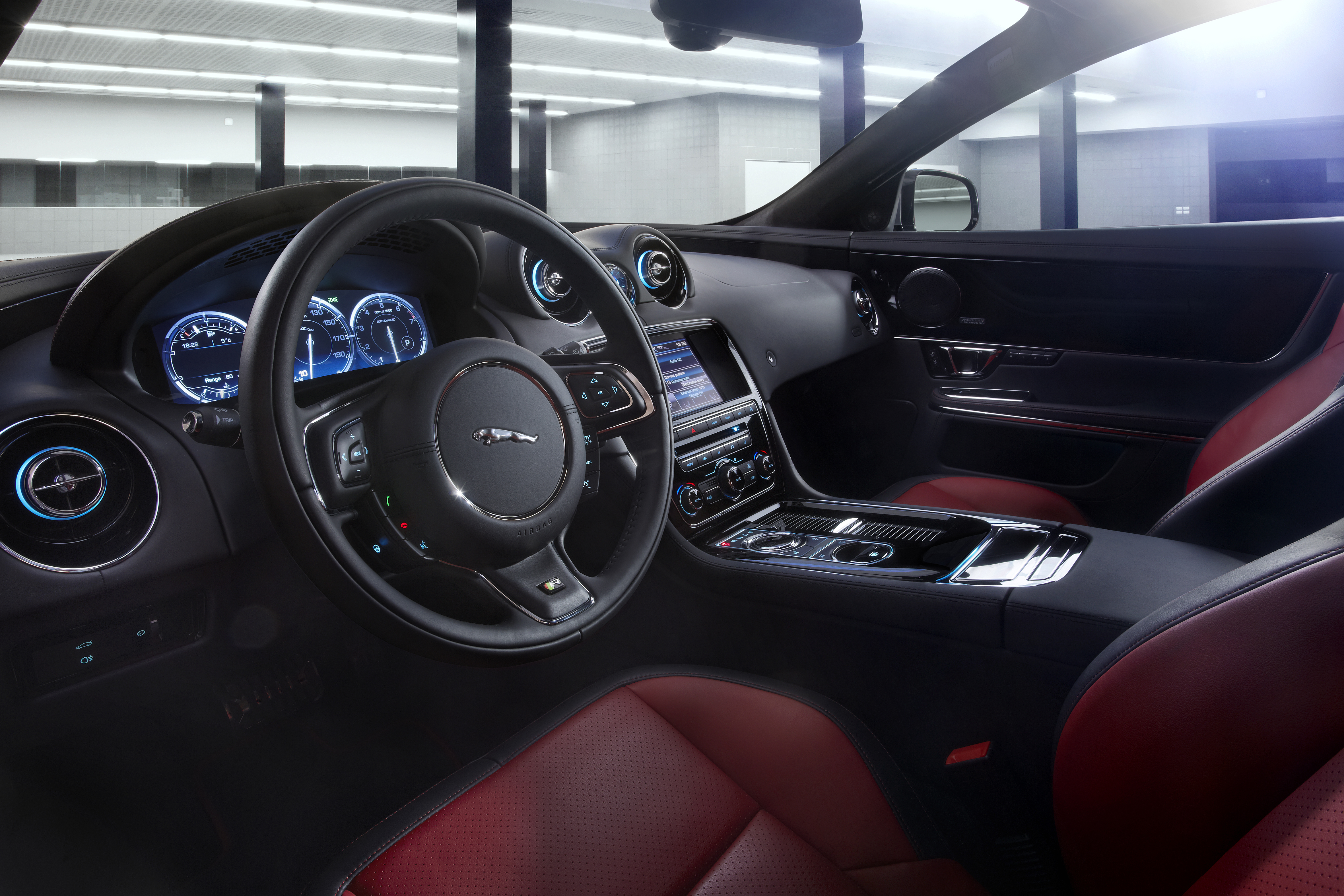

## Motorisations
La Jaguar XJ était disponible avec trois motorisations à son lancement : deux V8 essence (le premier, atmosphérique, développe 385 chevaux tandis que l'autre, suralimenté (Supercharged) en développe 510) et un V6 diesel développant 275 ch.
Fin 2012, un moteur V6 3,0 L essence suralimenté de 340 ch est proposé afin de remplacer le V8 atmosphérique ne répondant plus aux normes d'émissions. Pour certains marchés pénalisant la cylindrée, un modèle 4 cylindres essence turbo est proposé.
L'année suivante sort la version sportive XJR avec le moteur V8 5,0 L suralimenté porté à 550 ch.
En 2015, le V6 3,0 L turbodiesel passe de 275 à 300 ch.
|                                       | 2.0 i4                            | 3.0 V6 Supercharged            | 5.0 V8                           | 5.0 V8 Supercharged                  | 5.0 V8 Supercharged                  | XJR 5.0                        | XJR575                               |
| ------------------------------------- | --------------------------------- | ------------------------------ | -------------------------------- | ------------------------------------ | ------------------------------------ | ------------------------------ | ------------------------------------ |
| Disponibilité                         | depuis 10/2012                    | depuis 10/2012                 | 11/2009–01/2012                  | depuis 11/2009                       | depuis 11/2009                       | 10/2013–10/2017                | depuis 10/2017                       |
| Code moteur                           | Ingenium (P240)                   | AJ126                          | AJ133                            | AJ133                                | AJ133                                | AJ133                          | AJ133                                |
| Caractéristiques                      |                                   |                                |                                  |                                      |                                      |                                |                                      |
| Type de moteur                        | L4 essence                        | V6 essence                     | V8 essence                       | V8 essence                           | V8 essence                           | V8 essence                     | V8 essence                           |
| Alimentation                          | Turbocompressé, injection directe | Suralimenté, injection directe | Atmosphérique, injection directe | Suralimenté, injection directe       | Suralimenté, injection directe       | Suralimenté, injection directe | Suralimenté, injection directe       |
| Cylindrée                             | 1 999 cm3                         | 2 995 cm3                      | 5 000 cm3                        | 5 000 cm3                            | 5 000 cm3                            | 5 000 cm3                      | 5 000 cm3                            |
| Puissance maximale                    | 177 kW (240 ch) à 5 500 tr/min    | 250 kW (340 ch) à 6 500 tr/min | 280 kW (385 ch) à 6 500 tr/min   | 346 kW (470 ch) à 6 000–6 500 tr/min | 375 kW (510 ch) à 6 000–6 500 tr/min | 405 kW (550 ch) à 6 200 tr/min | 423 kW (575 ch) à 6 250–6 500 tr/min |
| Couple maximal                        | 340 N à 2 000–4 000 tr/min        | 450 N à 3 500–5 000 tr/min     | 515 N à 3 500 tr/min             | 575 N à 2 000–5 500 tr/min           | 625 N à 2 500–5 500 tr/min           | 680 N à 3 500–4 000 tr/min     | 700 N à 3 500–4 500 tr/min           |
| Transmission                          |                                   |                                |                                  |                                      |                                      |                                |                                      |
| Transmission, série                   | Propulsion                        | Propulsion                     | Propulsion                       | Propulsion                           | Propulsion                           | Propulsion                     | Propulsion                           |
| Transmission, option                  | —                                 | [Intégrale]                    | —                                | —                                    | —                                    | —                              | —                                    |
| Boîte de vitesses, série              | Automatique 8 rapports            | Automatique 8 rapports         | Automatique 8 rapports           | Automatique 8 rapports               | Automatique 8 rapports               | Automatique 8 rapports         | Automatique 8 rapports               |
| Mesures                               |                                   |                                |                                  |                                      |                                      |                                |                                      |
| Vitesse maximale                      | 241 km/h                          | 250 km/h [250 km/h]            | 250 km/h                         | 250 km/h                             | 250 km/h                             | 280 km/h                       | 300 km/h                             |
| Accélération 0–100 km/h               | 7,9 s                             | 5,9 s [6,4 s]                  | 5,7 s                            | 5,2 s                                | 4,9 s                                | 4,6 s                          | 4,4 s                                |
| Consommation par 100 km (cycle mixte) | 8,5–9,3 L, SP95                   | 9,6–10,0 L, SP95               | 10,9 L, SP95                     | 11,1–12,1 L, SP95                    | 11,1–12,1 L, SP95                    | 11,6–12,1 L, SP95              | 11,1 L, SP95                         |
| Émissions de CO2 (cycle mixte)        | 199–216 g/km                      | 224–234 g/km                   | 254–260 g/km                     | 264–282 g/km                         | 264–282 g/km                         | 270–282 g/km                   | 264 g/km                             |
| Norme d'émission                      | Euro 6                            |                                |                                  |                                      |                                      |                                |                                      |
| Capacité du réservoir                 | 80 litres                         | 80 litres                      | 80 litres                        | 80 litres                            | 80 litres                            | 80 litres                      | 80 litres                            |

1. ↑  Automatique 6 rapports entre son lancement en 2009 et septembre 2012.

|                                       | 3.0 V6 Diesel                                 | 3.0 V6 Diesel                                 |
| ------------------------------------- | --------------------------------------------- | --------------------------------------------- |
| Disponibilité                         | 11/2009–08/2015                               | depuis 09/2015                                |
| Code moteur                           | AJD-V6                                        | AJD-V6                                        |
| Caractéristiques                      |                                               |                                               |
| Type de moteur                        | V6 diesel                                     | V6 diesel                                     |
| Alimentation                          | Bi-turbo et injection directe à rampe commune | Bi-turbo et injection directe à rampe commune |
| Cylindrée                             | 2 993 cm3                                     | 2 993 cm3                                     |
| Puissance maximale                    | 202 kW (275 ch) à 4 000 tr/min                | 221 kW (300 ch) à 4 000 tr/min                |
| Couple maximal                        | 600 N à 2 000 tr/min                          | 700 N à 2 000 tr/min                          |
| Transmission                          |                                               |                                               |
| Transmission, série                   | Propulsion                                    | Propulsion                                    |
| Boîte de vitesses, série              | Automatique 8 rapports                        | Automatique 8 rapports                        |
| Mesures                               |                                               |                                               |
| Vitesse maximale                      | 250 km/h (limité électroniquement)            | 250 km/h (limité électroniquement)            |
| Accélération 0–100 km/h               | 6,4 s                                         | 6,2 s                                         |
| Consommation par 100 km (cycle mixte) | 6,1–6,5 L, diesel                             | 5,7 L, diesel                                 |
| Émissions de CO2 (cycle mixte)        | 159–171 g/km                                  | 149 g/km                                      |
| Norme d'émission                      | Euro 5                                        | Euro 6                                        |
| Capacité du réservoir                 | 77 litres                                     | 77 litres                                     |

1. ↑  Automatique 6 rapports entre son lancement en 2009 et septembre 2012.

## Finitions
Luxe, Luxe Premium, Portfolio, R (remplaçant SuperSport)
Séries spéciales :
- Ultimate L (2013 - 2015)
- Autobiography

## Boîte de vitesses et transmissions
Dans la Jaguar XJ, la sélection du programme de transmission ne se fait pas à l'aide d'un levier de vitesse, mais d'une molette. Toutefois, des palettes au volant permettent le fonctionnement en manuel ou semi-automatique.